# Asparagus homblei
Asparagus homblei — вид рослин із родини холодкових (Asparagaceae).

## Біоморфологічна характеристика
Трав'яниста рослина з прямовисними гілками, ± розгалуженими, до 60 см завдовжки.

## Середовище проживання
Ареал: Заїр.